# Edith Knudsen
Edith Knudsen fue una deportista danesa que compitió en esgrima, especialista en la modalidad de florete. Ganó dos medallas en el Campeonato Mundial de Esgrima en los años 1950 y 1951.

## Palmarés internacional
| Campeonato Mundial | Campeonato Mundial  | Campeonato Mundial | Campeonato Mundial  |
| Año                | Lugar               | Medalla            | Prueba              |
| ------------------ | ------------------- | ------------------ | ------------------- |
| 1950               | Montecarlo (Mónaco) | Medalla de plata   | Florete por equipos |
| 1951               | Estocolmo (Suecia)  | Medalla de bronce  | Florete por equipos |